# Bissingheim

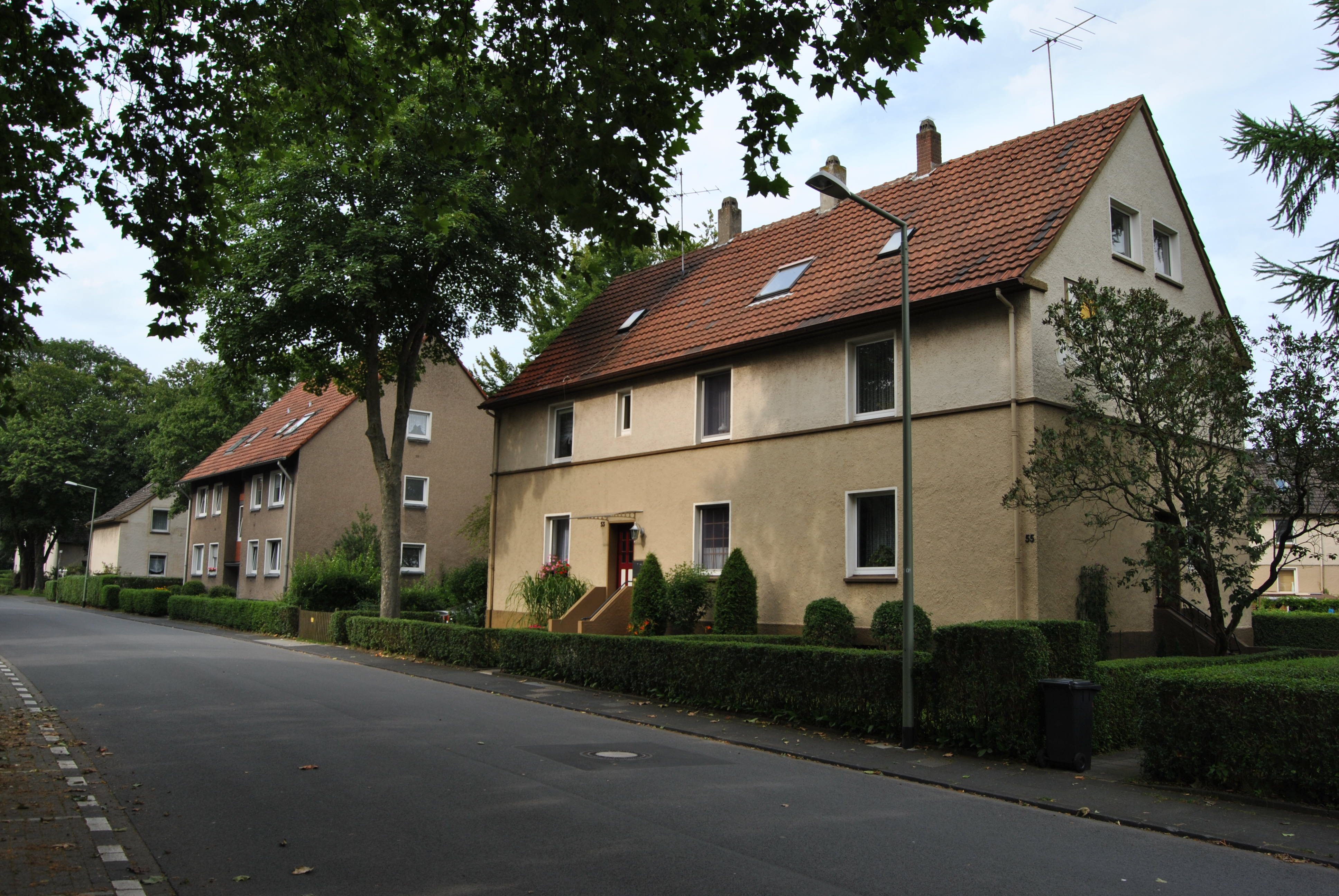
Siedlung Bissingheim

Bissingheim ist ein seit 1929 zu Duisburg gehörender Stadtteil im Stadtbezirk Duisburg-Süd, gelegen am östlichen Rande des Bezirkes, der bis zu seiner Eingemeindung zum Amt Angermund gehörte. Der Charakter Bissingheims als ruhiger, von ausgedehnten Wäldern gesäumter Stadtteil hat sich bis heute erhalten. Heute leben in dem nur 0,97 km² großen Stadtteil 3.120 Einwohner (Stand: 31. Dezember 2023).

## Namensgebung
Seinen Namen verdankt der Stadtteil dem Generalgouverneur von Belgien, Moritz Ferdinand Freiherr von Bissing, der 1916 eine unbesiedelte Fläche, die auf dem Gelände des Grafen von Spee lag, stiftete. Unter maßgeblicher Beteiligung von Hermann Grothe wurden 1918 die ersten Wohnungen fertiggestellt, die überwiegend für Kriegsbeschädigte, Kriegshinterbliebene und Kinderreiche vorgesehen waren. So entstand die Siedlung Rheinisch-Bissingheim, die 1920 besiedelt wurde. Der Name Rheinisch-Bissingheim wurde damals gewählt, damit es zu keiner Verwechslung mit der Siedlung Westfälisch-Bissingheim bei Hagen kommen sollte, mit deren Bau etwa zur gleichen Zeit, im Jahre 1919, begonnen wurde.

## Geographie
Bissingheim ist ein Stadtteil von Duisburg im Stadtbezirk Duisburg-Süd. Im Norden grenzt er an den Duisburger Stadtwald, im Osten an den Mülheimer Stadtteil Broich, sowie im Westen an Duisburg-Wedau, wobei Bissingheim und Wedau hier von den Gleisen des ehemaligen Rangierbahnhofes Wedau getrennt werden.
Bissingheim liegt am Fuß des Ellenberges, dessen Niederungen jahrhundertelang mit Bächen durchzogen war. Des Weiteren war das Gebiet vor allem mit Buchen und Eichen bewaldet, dazwischen wuchsen einige kleinere Kiefern- und Birkenbestände. Bis zum Herbst des Jahres 1814 lebte in diesem Waldgebiet, das sich über einen größeren Teil des südwestlichen Ruhrgebiets von Essen über Mülheim und Duisburg bis nach Ratingen erstreckte, ein großer Bestand an Wildpferden.
Die Siedlung entstand auf altem Huckinger Gemeindegebiet, auf dem so genannten Flur „Seitenhorst“, nach dem die Siedlung zunächst benannt wurde. Nachdem die spätere Siedlungsgesellschaft ein Kapital in Höhe von 1.000.000 Mark von einer gemeinnützigen Stiftung, die dem Freiherrn von Bissing übereignet wurde, erhielt, war sie gezwungen die Siedlung nach dem Spender zu benennen, wodurch aus Seitenhorst „Bissingheim“ wurde. Um Verwechslungen mit den Siedlungen Westpfälisch-Bissingheim und Märkisch-Bissingheim aus dem Weg zu gehen, wurde der Ort in Rheinisch-Bissingheim umbenannt. Nach der Eingemeindung 1929 wurde der Stadtteil auf Drängen der Stadtverwaltung Duisburg in Duisburg-Bissingheim umbenannt, bei der Post blieb die alte Bezeichnung bis 1964 erhalten.

## Geschichte

### Bissingheim im und nach dem Zweiten Weltkrieg
Während des Zweiten Weltkrieges wurde ganz Duisburg immer wieder von den alliierten Truppen angegriffen. Auch Bissingheim hatte in dieser Zeit Verluste zu beklagen. 151 Bissingheimer sind getötet worden oder verschollen. Von diesen 151 waren 86 gefallene Soldaten, 32 Heimatopfer, 18 vermisste Wehrdienstleistende, 5 Zivilisten, 1 Kriegsgefangener, 6 für tot erklärte Soldaten, 2 für tot erklärte Zivilisten und ein NS-Opfer. Vor diesem Krieg war Bissingheim als Lazarett erbaut worden, um den Familien gefallener Soldaten Hilfe zu geben.
Der Krieg hat in Bissingheim, wie auch sonst überall, Spuren hinterlassen. Es gibt ein Denkmal, das an die Gefallenen erinnert. Auch findet man noch immer Bunker, die den Krieg überdauert haben sowie Bombentrichter im angrenzenden Wald.

#### Geschichte der Schule
Unter dem Zweiten Weltkrieg hatte auch die Schule zu leiden, deren Geschichte von dem Krieg abhängig ist. Zuerst gab es in Bissingheim noch keine Schule und die Kinder waren gezwungen eine Schule im benachbarten Stadtteil Wedau zu besuchen. Doch als die Zahl der aus Bissingheim kommenden Schüler im Juli 1923 auf 180 anstieg, wurde auch in Bissingheim eine Schule errichtet.
Diese Schule war unterteilt in einen evangelischen und einen katholischen Trakt. Aber nur acht Tage nach dem Bezug der Schule mussten viele Einwohner auf Befehl der französischen Besatzungsmacht Bissingheim wieder verlassen. Weil nun die Schüler fehlten, stand die Schule leer. Als etwas später die Familien nach und nach wieder zurückkehrten, entstanden drei Klassen mit insgesamt 118 Kindern. Da diese Zahl jedoch auf 180 stieg, wurde weiter angebaut. Das Geld dafür gab Moritz von Bissing, ein Großgrundbesitzer, nach dem Bissingheim benannt ist. Die Schule hieß daher bis 1935 „General von Bissing-Schule“.
Trotz ausreichender Finanzmittel hielt man es nicht für erforderlich, eine Aula in der Schule einzurichten. Bis heute hat die Schule, die sich nun „Grundschule Hermann-Grothe-Straße“ nennt keinen Festsaal. 1943 wurde sie erneut geschlossen, und die Lehrer sowie ihre Schüler wurden ins Allgäu gebracht um sie vor dem Krieg zu schützen. Im Frühjahr 1944, also knapp ein Jahr später, kehrten viele wieder zurück.

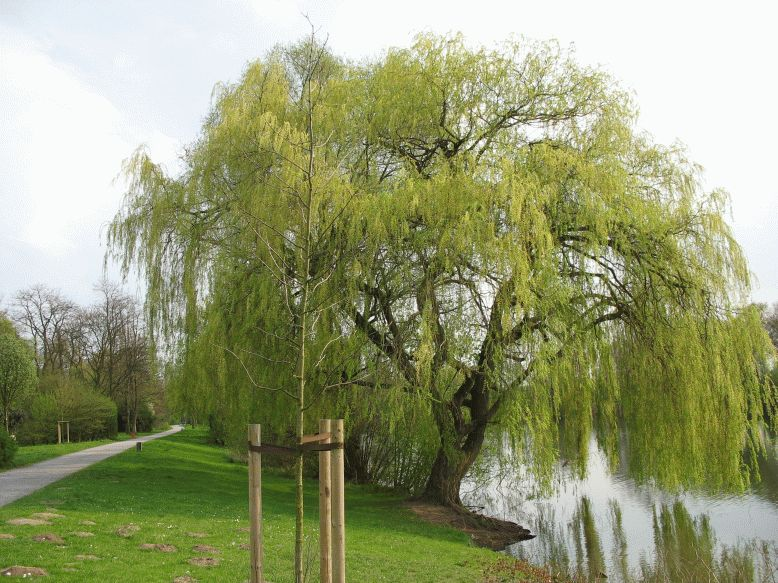
Trauerweide am Blauen See (Ostufer)

Am 7. Oktober 1944 wurden die Luftangriffe auf Bissingheim und Umgebung so stark, dass die Schule geschlossen wurde. Durch den Artilleriebeschuss wurde der Dachstuhl vernichtet. Doch nur ein halbes Jahr später wurde sie endgültig geöffnet und von da an auch nicht mehr unplanmäßig geschlossen. Die Lehrer kehrten nach und nach aus der Kriegsgefangenschaft zurück, viele waren jedoch gestorben. Trotz des Kriegsendes gab es immer noch Probleme.
Die Versorgung Bissingheims war schlecht und viele Kinder fehlten häufig im Unterricht, da sie an Hungersnot oder Krankheiten litten, die von den unhygienischen Bedingungen herrührten. Das schwedische rote Kreuz versuchte diese Probleme so gut es ging in den Griff zu bekommen, indem es regelmäßig Essen verteilte. Nach all dem Elend kam Bissingheim eine große Ehre zu: Kardinal Frings besuchte die Kirche 1948.

## Wohngebiet Bissingheim
Bissingheim war und ist eine der beliebtesten Wohngegenden in ganz Duisburg. Die Siedlung liegt an der Autobahn und an den Bahngleisen sowie in der Nähe mehrerer Naherholungsgebiete; zudem waren die Häuser zu Beginn sehr günstig zu kaufen. Ihre Lage war gut, sie waren groß und das Wichtigste: Sie waren billig. Gerade für Eisenbahner, die im naheliegenden Ausbesserungswerk arbeiteten, lohnte es sich umzuziehen. Die Deutsche Reichsbahn, die sich am Aufbau Bissingheims wesentlich beteiligte, stellte das anfangs fehlende Kapital zur Verfügung. Sie sicherte sich auch Rechte, die sie zum Besitzer vieler Häuser machte, die sie für ihre Angestellten brauchte. Daher ist Bissingheim eine Eisenbahnersiedlung. Anfang Februar 1920 waren die ersten Häuser fertig, am Ende des Monats schon 132 Wohnungen in 128 Häusern. Die Siedlung sollte in einem offenen Baustil gebaut werden, es wurden überwiegend Einfamilienhäuser errichtet.
Es sollte schön und freundlich wirken, und somit eine hohe Wohnqualität bieten. Nach und nach wurde die Siedlung immer größer. 1930 waren bereits 317 Häuser mit 510 Wohnungen fertig, etwa viermal mehr als noch zehn Jahre vorher. Im gleichen Jahr wurde aber auch 36 Nichteisenbahnern gekündigt, weil die Bahn Ansprüche auf die Wohnungen erhob. Sie brauchte die Häuser für ihre eigenen Leute. Bis 1941 stieg die Zahl langsamer, aber immerhin auf 384 Häuser mit 624 Wohnungen. Außerdem gab es 12 Geschäfte und 42 Eigenheime, die alle Einfamilienhäuser waren. 1955 wurde ein Waschhaus mit 12 Waschkabinen erbaut. Diese mussten für mehr als 500 Familien reichen. Heute sind weitere Gebäude dazugekommen, der Anteil an Mehrfamilienhäusern ist gestiegen. Insgesamt sind es 468 Häuser mit 1364 Wohnungen, 189 Garagen, 34 Gewerbeobjekte (Backhaus, Metzger, Pizzeria) und zwei Waschhäuser, die vor allem von den älteren Leuten immer noch genutzt werden. 1991 wohnten etwa 3504 Menschen in Bissingheim, die sich auf 1575 Haushalte verteilten.
Viele der Häuser, die heute noch stehen, enthalten noch den Grauputz aus ihrer Gründerzeit und stehen deswegen unter Denkmalschutz. Viele wurden aber auch zum 75. Jubiläum renoviert und ausgebessert. Der Siedlung kamen rund 12 Mio. DM zu, die zu diesem Zweck genutzt wurden. Auch die Kirchen erhielten viel Geld um neue Vorrichtungen zu besorgen. Neben der evangelischen und katholischen Kirche gab es noch weitere soziale Anstalten für Jugendpflege mit Kindergarten und Jugendstätte, ein Ledigenheim, einen Saalbau mit Turnhalle und Versammlungsraum, Freiwillige Feuerwehr, einen Bauernhof, der die Kleinviehzucht sowie den Gartenbau unterstützen sollte. Dazu kamen sechs Geschäfte am Marktplatz (Dorfplatz), zwei Gasthäuser, ein Fürsorgehaus und ein Arzthaus mit Sprechzimmer und Operationssaal inklusive Verwaltungsgebäude. Um zu sichern, dass um die Häuser herum genug Platz war und um die offene Bauweise zu unterstützen, wurden zwischen ihnen immer elf bis zwölf Meter Platz gelassen. Dieser Platz konnte dann als Garten- oder Rasenfläche genutzt werden.
Die Häuser sind trotz der schon erwähnten Finanzspritze sanierungsbedürftig. Hinzu kommt, dass die Deutsche Annington Immobilien Gruppe 2002 364 Eisenbahnerwohnungen in Duisburg verkaufte, die meisten davon in Bissingheim.

## Bebauung
Die Vonovia (vormals Deutsche Annington), die einen Großteil der Flächen in Bissingheim besitzt, beabsichtigt eine „Nachverdichtung“ von Bissingheim durchzuführen. Zahlreiche Einzelpersonen befürchten, dass diese Maßnahme die dörfliche Struktur beschädigt und gründeten die Bürgerinitiative Pro-Bissingheim, die sich bisher erfolgreich gegen die Umsetzung des „Masterplans“ der Vonovia gewehrt hat. Die Stadt Duisburg führt nun einen Workshop/Planungswerkstatt durch, mit dessen Hilfe ein neuer Bebauungsplan erstellt werden soll.

## Kultur und Freizeit

### Sehenswürdigkeiten

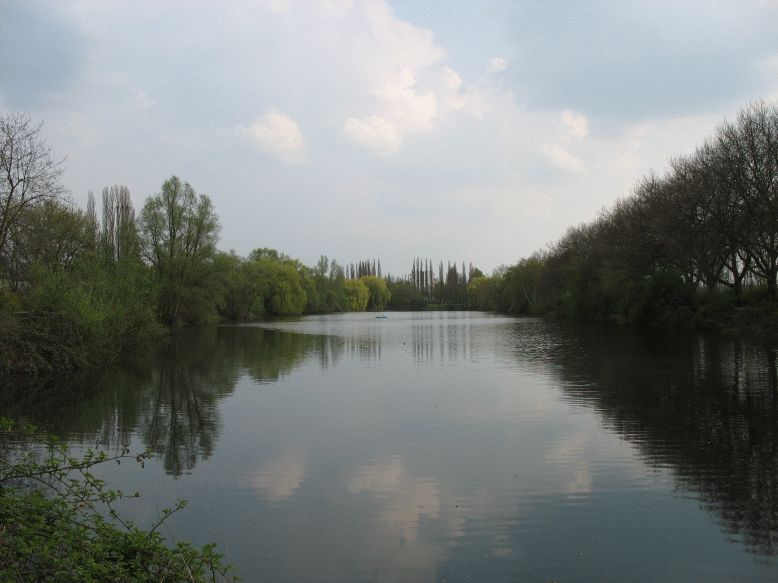
Blick auf den Blauen See in südliche Richtung, 2006.

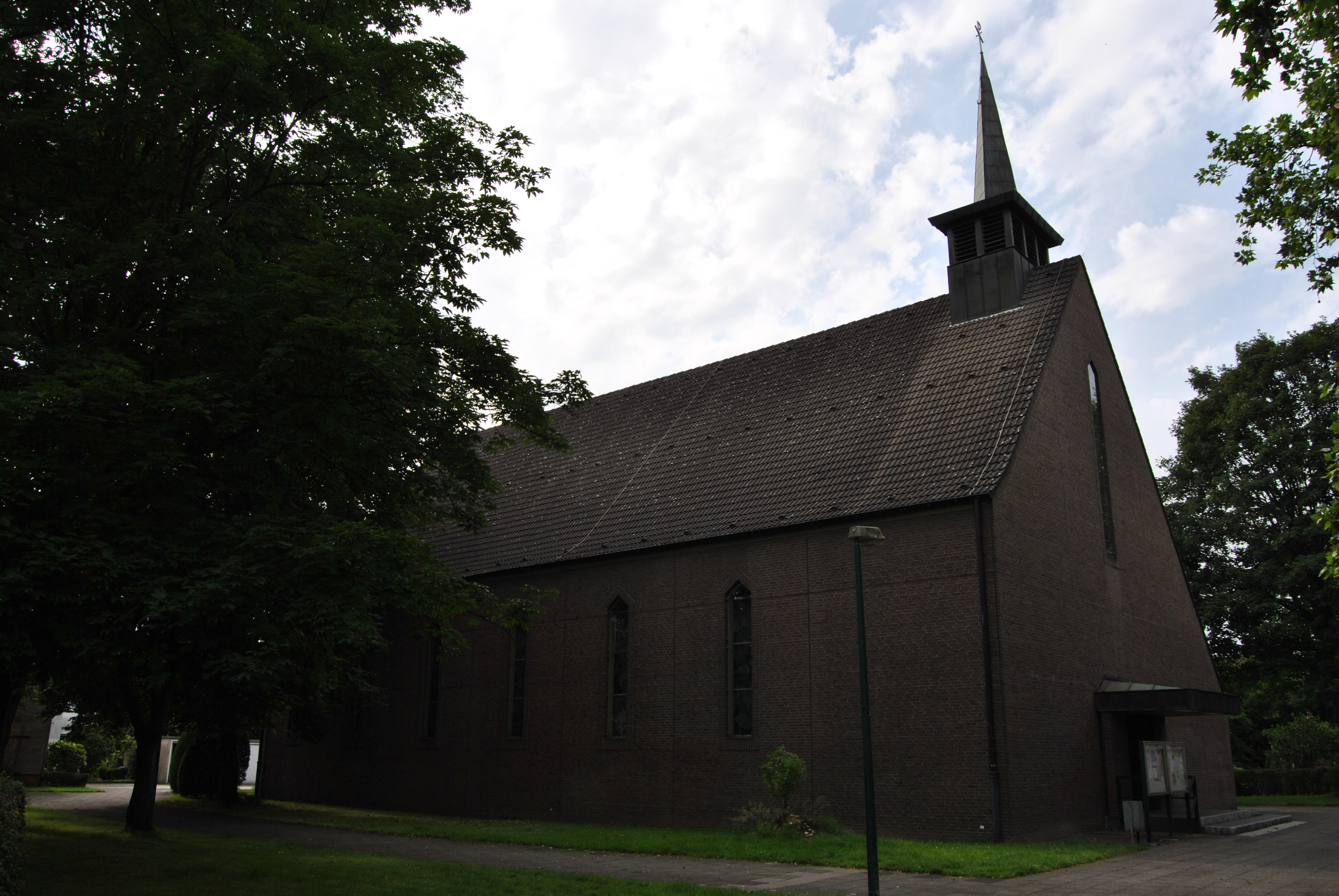
Katholische Kirche St. Raphael

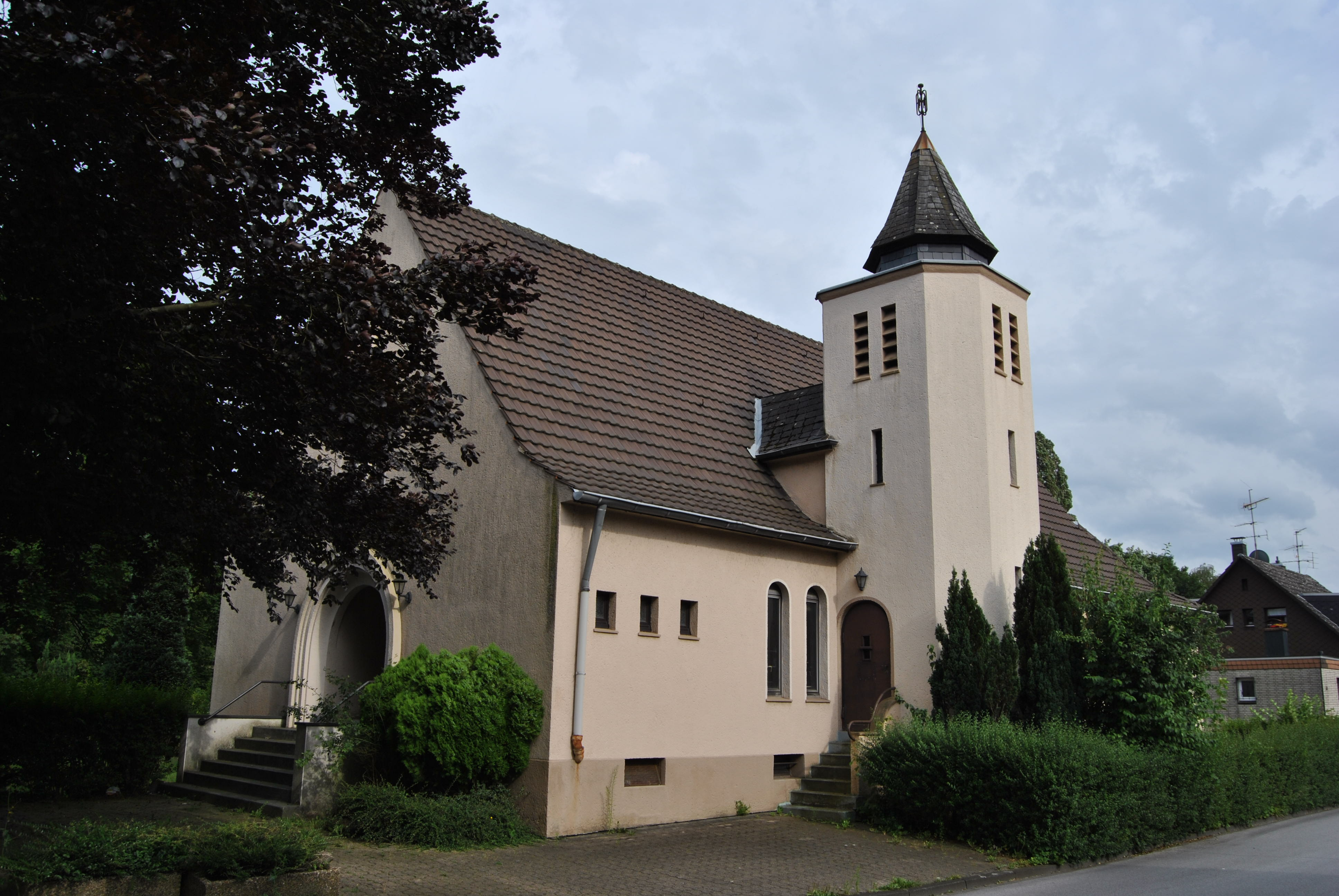
Evangelische Kirche Bissingheim

Obwohl Duisburg bei vielen Menschen andere Assoziationen als Natur und Grün erzeugt, ist gerade der Duisburger Süden weit entfernt von Beton- und Industrieeinerlei. Bissingheim wird umgeben von einem Teil des Broich-Speldorfer Waldes sowie des Duisburger-Stadtwaldes, die für Spaziergänger durch zahlreiche Wanderwege erschlossen sind. Zusammen bedecken die beiden eine Fläche von etwa 30 km², die größtenteils von Buchen und Eichen bewachsen ist, an den Bächen sind jedoch überwiegend Erlen und Birken zu finden. In den letzten Jahren wurden aber auch vermehrt andere, nicht einheimische Baumarten wie die Eibe angepflanzt.
Im Westen von Bissingheim liegt zudem der Blaue See, welcher als Angel- und Badesee genutzt wird, aber auch Spaziergänger können die Wege, die rund um den See verlaufen, nutzen. Bei dem See handelt es sich um einen Baggersee, der Anfang des 20. Jahrhunderts ausgehoben wurden, um Sand und Kies für den Häuserbau zu gewinnen. In unmittelbarer Nähe sind die Naherholungsgebiete Sechs-Seen-Platte und Entenfang.
Zu den weiteren Sehenswürdigkeiten zählen die unter Denkmalschutz stehende Siedlung zwischen den Straßen Berglehne und Waldlehne, die katholische Pfarrkirche St. Raphael aus dem Jahr 1933 und das Denkmal zur Erinnerung an die Kriegsgefallenen an der Hermann-Grothe Straße.

### Veranstaltungen
Jedes Jahr am 1. Mai stellt die Arbeitsgemeinschaft Bissingheimer Vereine (ABV) am Dorfplatz den Maibaum auf. Parallel findet auf dem Platz ein Fest mit Aufführungen statt, außerdem wird für das leibliche Wohl gesorgt.
Jedes Jahr, Anfang November, findet in Gedenken an den heiligen Martin der St.-Martins-Zug der Grundschule und der Kindergärten statt. Dabei ziehen die Kinder mit ihren Laternen durch den Ortsteil, begleitet von den Mitgliedern der Freiwilligen Feuerwehr, auf dem Schulhof findet eine Zelebration der Martinsgeschichte statt.
Am ersten Adventswochenende veranstaltet die Arbeitsgemeinschaft Bissingheimer Vereine einen Weihnachtsmarkt auf dem Schulhof der Grundschule. Auf dem Markt stellen sich die der Arbeitsgemeinschaft angeschlossenen Vereine vor und es gibt für die Jahreszeit typische Speisen und Getränke, wie Glühwein und Christstollen, des Weiteren laden die Stände zum Kaufen ein.
Über das Jahr verteilt gibt es immer wieder kleinere Veranstaltungen. Dazu zählen das Pfarrfest der katholischen Kirchengemeinde, Nachbarschaftstreffen im Vereinsheim des ETuS Bissingheim, Bürgerfrühstücke der AWO, Fußballturniere oder Stammtische der Kirchengemeinde.

## Wirtschaft und Infrastruktur

### Wirtschaft
Zu Beginn seiner Geschichte war Bissingheims Wirtschaft gekennzeichnet durch die Eisenbahn. Auf Bissingheimer Gebiet lag einer der größten Rangierbahnhöfe Deutschlands, an den ein Bahnbetriebswerk und ein Ausbesserungswerk für Güterwagen angeschlossen waren. Ein Großteil der Bevölkerung war hier beschäftigt, so dass Bissingheim heute noch als Eisenbahnersiedlung angesehen wird, obwohl der Bahnhof mittlerweile stillgelegt wurde.
Heute gibt es kaum noch Betriebe im Ort, hauptsächlich kleine Handwerks- und Dienstleistungsunternehmen. Dazu fallen unter anderem Friseure und ein Schneider (als Beispiele für das Handwerk), Gaststätten, Einzelhandelsgeschäfte und eine Post. Ein Hauptteil der heutigen Einwohner pendelt in die Zentren der Städte Duisburg oder Düsseldorf sowie der anderen Ruhrgebietsmetropolen.

### Verkehr
Östlich des Ortes verläuft die Bundesautobahn 3, die von Elten nach Passau verläuft. Nördlich von Bissingheim befindet sich die Anschlussstelle Duisburg-Wedau. Mit den einzelnen Ortsteilen ist Bissingheim jedoch über Stadtstraßen verbunden.
Im Westen von Bissingheim liegt der mittlerweile stillgelegte Rangierbahnhof Wedau, der seiner Zeit auch über ein Bahnbetriebswerk und ein Ausbesserungswerk für Güterwagen verfügte. Über das Gelände führt heute noch die Bahnstrecke Duisburg – Ratingen – Düsseldorf, die vom Güterverkehr genutzt wird.
Die Bahnstrecke wurde aber auch vom öffentlichen Personennahverkehr genutzt. Auf der Strecke fuhr bis Dezember 2019 die Regionalbahnlinie (RB) 37 (Duisburg Hbf – Duisburg-Entenfang), genannt „Der Wedauer“, die in Bissingheim einen Haltepunkt besaß. Von Seiten der Bürger wird gefordert, die in den 1970er-Jahren stillgelegte Ratinger Weststrecke wieder nach Düsseldorf zu verlängern. Außerdem wird Bissingheim durch die Buslinie 942 (Duisburg-Huckingen – Duisburg-Bissingheim) der Duisburger Verkehrsgesellschaft angefahren. Von Juni 2008 bis Juni 2013 fuhr die Buslinie 923 (bisher Duisburg-Rumeln – Duisburg-Wedau) den Stadtteil an. Dies wurde entschieden, nachdem der Fahrplan auf der RB 37 ausgedünnt wurde. Der Wedauer zwischen den Stationen Hauptbahnhof und Entenfang wurde mit Fahrplanwechsel zum 14. Dezember 2019 eingestellt. Seit Juni 2013 verkehrt die Buslinie 928 von Bissingheim nach Duisburg-Winkelhausen und zurück.

### Medizinische Versorgung
Im Ort gibt es zurzeit drei Arztpraxen. Niedergelassen haben sich in Bissingheim ein Arzt für innere Medizin und ein Zahnarzt, des Weiteren gibt es eine Facharztpraxis für Allgemeinmedizin. Am Dorfplatz befindet sich darüber hinaus noch die „Bissingheimer Apotheke“. Das nächste Krankenhaus befindet sich mit dem Klinikum Duisburg am Wedauer Kalkweg nur fünf Autominuten entfernt im Nachbarstadtteil.

### Bildung
Eine Schule gibt es in Bissingheim seit dem 11. Juli 1923. Damals wurde nach etwa zwei Jahren Planungszeit eine sechsklassige Volksschule eingeweiht, dessen Schulgebäude sowohl von der katholischen Kirche als auch von der evangelischen Kirche genutzt wurde. Anfangs wurden auch Gottesdienste abgehalten, mit den Einweihungen der Kirchen Mitte der 1930er Jahre endete diese Situation. Heute wird die Schule als Grundschule geführt, die ab dem Schuljahr 2009 auch einen Montessoripädagogik-Zweig anbietet. Außerdem gibt es in Bissingheim zwei städtische Kindergärten die insgesamt knapp 100 Plätze bieten.
Weiterführende Schulen sind im Ort nicht zu finden. Die nächstgelegenen Einrichtungen sind das Schulzentrum Süd am Biegerhof mit dem Mannesmann-Gymnasium, der Realschule Süd und dem Bertolt-Brecht-Berufskolleg, die Gesamtschule Süd in Großenbaum, die Hauptschulen in Ungelsheim und Wanheim, sowie die Gymnasien St. Hildegardis, Landfermann und Steinbart in der Innenstadt.
Früher gab es auch eine Segelflugschule im Ort. Diese wurde 1929 von Duisburger Segelfliegern gegründet, ihre Sportanlage lag jedoch auf Mülheimer Stadtgebiet, auf dem Ellenberg.